# Sommerleg
Sommerleg er en svensk dramafilm fra 1951 instrueret af Ingmar Bergman og med Maj-Britt Nilsson og Birger Malmsten i hovedrollerne. Filmen handler om kvinden Marie, der finder en dagbog, som hun skrev i for tretten år siden. Som filmen udvikler sig dukker der adskillige minder frem, som skildres i form af flashback.
Sommerleg fik premiere i Sverige den 1. oktober 1951 og udkom i Danmark året efter den 8. juli 1952.

## Medvirkende (i udvalg)
- Maj-Britt Nilsson som Marie
- Birger Malmsten som Henrik
- Alf Kjellin som David Nyström
- Annalisa Ericson som Kaj
- Georg Funkquist som farbror Erland
- Stig Olin som balletmester
- Mimi Pollak som fru Calwagen
- Renée Björling som tante Elisabeth
- Gunnar Olsson som præst